# Shahada (Film)
Der Episodenfilm Shahada des Regisseurs Burhan Qurbani handelt von drei jungen Menschen mit Migrationshintergrund in Deutschland, die islamischen Glaubens sind. Der Abschlussfilm des Regisseurs an der Filmakademie Baden-Württemberg nahm am Wettbewerb der Berlinale 2010 und zahlreichen weiteren Festivals teil.

## Handlung
Der Film handelt von drei jungen Muslimen in Berlin. Während des Fastenmonats Ramadan geraten alle drei in Lebenskrisen, die ihr bisheriges Werte- und Glaubenssystem auf eine harte Probe stellen. Maryam, die westlich orientierte Tochter eines liberalen türkischen Imams, überdenkt nach einer Abtreibung ihren Lebenswandel und wird streng gläubig, was sie in Konflikt zu ihrem Vater bringt. Ismail, ein türkischer Polizist und Familienvater, verkraftet einen Unfall mit seiner Dienstwaffe nicht und verlässt Frau und Kind, um seine vermeintliche Schuld zu büßen. Der junge Nigerianer Sammi hat zunehmend Schwierigkeiten, mit seiner Homosexualität zu leben. Als er sich in einen deutschen Kollegen verliebt, dieser seine Liebe auch erwidert, verrät Sammi seinen Freund. Die Wege dieser drei jungen Menschen kreuzen sich in der Berliner Moschee des aufgeklärten islamischen Geistlichen Vedat, Maryams Vater.

## Kritiken
Deutsche Kritiker äußerten sich bei der Premiere von Burhan Qurbanis Film auf der Berlinale verhalten und kritisierten den Stil seiner Inszenierung sowie mehrheitlich den Aufbau seiner Figuren.
Daniel Kothenschulte (Frankfurter Rundschau) nannte Qurbanis ersten Spielfilm den didaktischsten Islamfilm seit Romuald Karmakars Dokumentarfilm Hamburger Lektionen. Als stärkste Kurzgeschichte sah er jene von der Tochter und dem Imam an. Der Episodenfilm wirke jedoch „überstrapaziert“ und die kammerspielhaften Szenen würden den „Ton tragischer Feierlichkeit“ nur selten verlassen. Die Überladenheit an Konflikten führte Hannah Pilarczyk (Spiegel Online) auf die Tatsache zurück, dass es sich bei Shahada um Qurbanis Spielfilmdebüt handelt. Die Figuren der Hauptdarsteller Maryam Zaree, Carlo Ljubek und Jeremias Acheampong würden „keinen Moment des Alltags zugestanden“ bekommen. „Alle Szenen müssen der Geschichte dienen, nie darf es einfach mal um die Figur gehen.“
Zwar rührten nach Andreas Kilb (Frankfurter Allgemeine Zeitung) die drei Erzählstränge an einem gesellschaftlich hoch relevanten Thema, doch würde „ein ganzer“ Film dennoch nicht daraus – die Figuren würden „hölzern“, die Dialoge nach Drehbuchseminaren wirken. Nur Maryam Zaree rage aus dem „fernsehgerecht inszenierten Einerlei“ heraus. Jens Balzer (Berliner Zeitung) nannte die dramaturgische Konstruktion ambitioniert, beklagte aber ebenfalls die Psychologie der Figuren, die „schematisch“ bliebe und nur „geringe Kontur“ und „kein Interesse“ gewinne. Der Zuschauer bleibe ratlos vor den Konflikten und Problemen zurück und frage sich, ob das Leben ohne Glauben und religiöse Systeme einfacher wäre. Auch auf Stefan Reinecke (die tageszeitung) wirkten die Figuren „eingezwängt in ein Korsett aus Konflikten und Bedeutungen“, der Film „wie das Klischee eines deutschen Problemfilms“. Es fehle laut Reinecke „das Unerwartete, Verspielte, Zufällige“, die Probleme seien „reißbrettartig entwickelt und zugespitzt“, vorhersehbar und die Symbolik wirke „trostlos eindeutig(es)“.
Nach Einschätzung von Silvia Horsch, die auf einer Tagung der evangelischen Akademie Berlin im Februar 2011 zum Thema "Manchmal hilft nur ein Wunder – Heil und Heilung im Film" einen Vortrag zum Film hielt, handelt es sich dabei "um ein Drama, in dem Personen in extremen Situationen gezeigt werden, nicht um eine Dokumentation über muslimisches Leben in Deutschland." In ihrem aus muslimischer Perspektive verfassten Kommentar entlarvt sie viele der Motive im Film als eher christlich als muslimisch gefärbt (z. B. die apokalyptischen Visionen der Maryam) und hinterfragt darüber hinaus die für einen durchschnittlichen deutschen Zuschauer ohne detaillierte Kenntnisse der islamischen Theologie rätselhaften Verweise z. B. auf die fünf Säulen des Islam.

## Hintergrund
Der Titel Shahada spielt auf die erste Säule des Islam, das islamische Glaubensbekenntnis Schahāda an. Auch in der Struktur des Films lehnt sich Qurbani an die Fünf Säulen des Islam an: Gebet (die Hingabe), die Almosenpflicht (das Opfer), das Fasten (die Selbstaufgabe), das Glaubensbekenntnis (die Entscheidung) und die Wallfahrt (die Reinigung).
Produziert wurde der Film von bittersuess pictures in Koproduktion mit der Filmakademie Baden-Württemberg und der ZDF-Reihe Das kleine Fernsehspiel.

## Auszeichnungen
- Preis der Gilde deutscher Filmkunsttheater im Rahmen der Berlinale 2010.[10]
- Filmkunstpreis beim Festival des deutschen Films 2010 in den Kategorien Originellste Darstellungsform und Originellstes Thema[11]
- Studio Hamburg Nachwuchspreis 2010 an Burhan Qurbani (Drehbuch) und Leif Alexis (Produktion)[12]
- First Steps Sonderpreis Kamera 2010 an Yoshi Heimrath[13]
- Deutsche Film- und Medienbewertung (FBW) Prädikat besonders wertvoll[14]
- New Directors Competition Gold Hugo Chicago International Film Festival
- Preis für die Beste schauspielerische Leistung an Maryam Zaree beim Monterrey Film Festival Mexiko
- Besondere Auszeichnung für die beste Schauspielerin an Maryam Zaree bei den 37. Internationalen Filmfestival Gent
- Nominierung für den Deutschen Filmpreis 2011 in der Kategorie Bester Nebendarsteller (Vedat Erincin)